# Нескучний сад
Нескучний сад (укр. Ненудний сад, рос. Нескучный сад) — найбільший пейзажний парк в історичному центрі Москви на правому березі Москви-ріки, що зберігся від дворянської садиби Нескучне. У першій третині XIX століття парк був утворений після покупки палацовим відомством Миколи I маєтків князів Трубецьких, Голіциних і Орлових. Сад площею 59,3 га є частиною Парку культури та відпочинку імені Горького, є пам'яткою садово-паркового мистецтва, охороняється державою.

## Паркові павільйони
- Мисливська хатка (рос. Охотничий домик) — ротонда середини XVIII століття. В цій будівлі з 1990 р. проводяться зйомки телегри "Що? Де? Коли?"
- Літній (Чайний) будиночок графа Орлова
- Ванний будиночок з куполом кінця XVIII століття, пам'ятник архітектури (федеральний)[4]. Ванний будиночок пустує з 1960-х років, знаходиться на балансі парку Горького. У вересні 2003 року горів. Підтоплений через порушення дренажної системи. Перекритий тимчасовою покрівлею, колонада зашита металевими листами. У квітні 2015 року Департамент культурної спадщини погодив проектну документацію щодо збереження пам'ятки.
- «Грот» в палацовій садибі Нескучне. Валунний грот епохи класицизму, на місці якого в даний час організовано звалище[5].
- Мальовничі містки через яри
- Ансамбль Олександрійського палацу з флігелями та гауптвахтою
- Фонтан Івана Віталі перед палацом
- Манеж, в якому розміщується Мінералогічний музей імені Олександра Ферсмана
- Ротонда на честь 800-річчя Москви